# فریدون ابراهیمی
فریدون ابراهیمی (زاده ۲۹ آبان، ۱۲۹۷ در آستارا اواخر حکومت قاجاریه - درگذشت ۱ خرداد، ۱۳۲۶ در تبریز) رئیس فرقه دموکرات آذربایجان در آستارا حقوقدان و دانش‌آموخته دانشکده حقوق دانشگاه تهران و عالی‌ترین مقام قضایی این حکومت یعنی دادستان کل حکومت آذربایجان بود که پس از شکست حکومت پیشه‌وری توسط دادگاه نظامی ابتدا به حبس ابد سپس در ۲۹ سالگی در میدان گلستان تبریز به دارآویخته شد.